# 格羅斯 (伊利諾伊州)
格羅斯（英語：Gross）是位於美國伊利諾伊州哈丁縣的一個非建制地區。該地的面積和人口皆未知。

## 地理
格羅斯的座標為37°31′59″N 88°17′26″W / 37.53306°N 88.29056°W，而該地的平均海拔高度為195米（即640英尺）。